# Громадсько-активна школа
Громадсько-активна школа — інноваційна модель навчального закладу, де громадська означає відкрита для діалогу та співпраці з владою, підприємствами, громадськими організаціями, батьками та всіма бажаючими долучитися до справи; активна — орієнтована на вдосконалення, розвиток.

## Принципи діяльності
Базовими принципами діяльності громадсько-активної школи є демократизація, партнерство, волонтерство. Демократизація школи відкриє широкі можливості залучення громадян до спільної діяльності на всіх рівнях: від управління навчальним закладом до проведення виховних заходів. Налагодження партнерських відносин з усіма зацікавленими сторонами та волонтерський рух сприятиме покращенню життя і школи, і громади.

## Етапи створення
Створення громадсько-активної школи пов'язане із системними змінами, і перший крок — формування спільного бачення перспектив розвитку. Спільне бачення — це відкрите обговорення за круглим столом споживачами освітніх послуг (адміністрацією, вчителями, учнями, батьками, представниками влади, підприємцями, громадянами) місії школи.
Другий крок — застосування нових правил спілкування та взаємодії. Єдиним засобом ухвалення рішень стає діалог між різними учасниками освітніх процесів. Грецьке слово «діалог» має глибоке тлумачення — порозуміння в потоці різних слів, думок і значень. Мета діалогу полягає в тому, щоб вийти за межі індивідуального розуміння завдань та шляхів їх розв'язання. Діалог має допомогти розкрити творчий потенціал всієї команди, посилюючи відповідальність кожного і відданість спільній справі. Бажання окремих людей спільно брати участь в реалізації складних завдань встановлює особливий зв'язок між ними і породжує життєво важливу енергію. Синергетична взаємодія змінює відносини в колективі і виступає найпотужнішою силою, здатною здійснити здавалося б неможливе.
Третій крок — опанування інноваційними технологіями задля написання планів дій, проектів, програм розвитку. Впровадження технології самооцінювання за Міжнародними стандартами якості діяльності громадсько-активних шкіл, яка є результатом узагальнення найкращих світових практик, допоможе знаходити спільні рішення і проектувати перспективи вдосконалення. Співпраця між членами колективу стає більш ефективною, коли кожен працює над виконанням спільних задач, поділяючи загальні цінності. Програма розвитку — це необхідний документ, за допомогою якої школа впевнено крокує в майбутнє.